# نظریه کوانتوم و تفرقه در فیزیک
نام کتابی از کارل پوپر دانشمند مشهور اتریشی است که در واقع پی‌نوشت سوم از کتاب منطق اکتشاف علمی است.
پی‌نوشت اول: واقع‌گرایی و هدف علم
پی‌نوشت دوم: جهان باز
پی‌نوشت سوم: نظریه کوانتوم و تفرقه در فیزیک 
این کتاب توسط رحمت‌اله جباری و توسط شرکت سهامی انتشار به فارسی ترجمه شده است.
در بخشی از کتاب می‌خوانیم: در زمانی که اکثریت بزرگی از فیزیکدانان، استقراگرا، اثبات‌گرا و ذهن‌گرا هستند و به فلسفه سودمندگرایی باور دارند_ و هنگامی که می‌کوشند تا زمینه این مواضع را در فیزیک فراهم سازند_ پوپر تفسیری را از فیزیک و درواقع از یک کیهان‌شناسی کامل عرضه می‌دارد که استنباط‌گرایانه، واقع‌گرایانه و ضداثبات‌گرایی و سودمندگرایی است. انسان به دشواری می‌تواند برای آزمودن اندیشه‌های فیلسوفی همچون پوپر راه و روشی جدی‌تر و توانفرساتر از این تصور کند که زندگانیش را در میان این چنین نسلی از فیزیکدانان گذرانیده است. او به گذشت بیش از نیم قرن نیازمند بود تا بتواند اندیشه‌هایش را مستحکم کند آنها را بیازماید و منسجم سازد و با اعتراضات واقعی و امکان‌پذیر انتزاعی‌ترین نظریه‌پردازان درباره اسرارآمیزترین موضوعات جدید رو‌به‌رو شود، و پرتو گوهرشناسی ایشان به باروری اندیشه‌های پوپر کمک کند.
1. ↑  https://www.amazon.com/Quantum-Theory-Schism-Physics-Postscript/dp/0415091128. پیوند خارجی در |title= وجود دارد (کمک)
2. ↑  «کتاب نظریه کوانتوم و تفرقه در فیزیک اثر کارل پوپر | ایران کتاب». فروشگاه اینترنتی ایران کتاب. دریافت‌شده در ۲۰۲۵-۰۳-۱۰.
3. ↑  «نظریه کوانتوم و تفرقه در فیزیک – شرکت سهامی انتشار». ۱۴۰۰-۰۶-۰۵. دریافت‌شده در ۲۰۲۵-۰۳-۱۰.